# Amblyeleotris diagonalis
Amblyeleotris diagonalis är en fiskart som beskrevs av Nicholas Vladimir Polunin och Lubbock, 1979. Amblyeleotris diagonalis ingår i släktet Amblyeleotris och familjen smörbultsfiskar. Inga underarter finns listade i Catalogue of Life.

## Bildgalleri

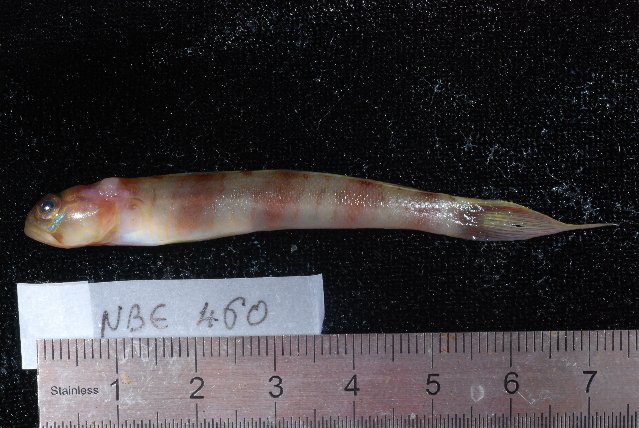
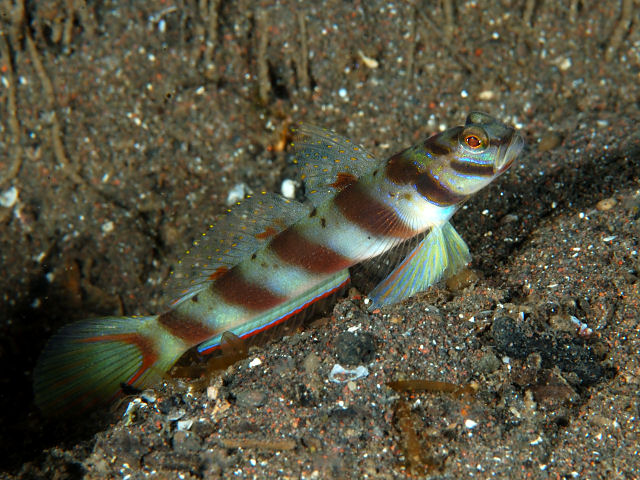
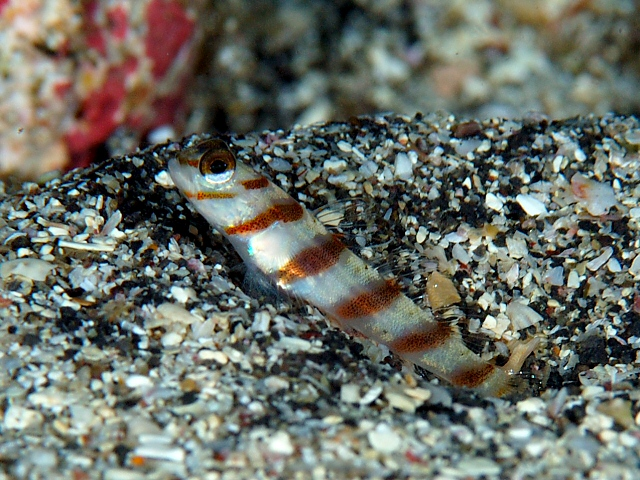